# 小檗美登木
小檗美登木（学名：Maytenus berberoides）是卫矛科美登木属的植物，是中国的特有植物。分布于中国大陆的云南、四川等地，生长于海拔800米至2,000米的地区，目前尚未由人工引种栽培。

## 别名
檗状美登木（云南植物研究）

## 异名
- Maytenus berberoides (W. W. Smith) S. J. Pei et Y. H. Li var. acutissima S. J. Pei et Y. H. Li